# Belojemeer (oblast Nizjni Novgorod)
Het Belojemeer (Russisch: озеро Белое) is een meer in de Russische oblast Nizjni Novgorod, gelegen op ongeveer 300 meter van het dorp Bolotnikovo. In mei 2005 verdween het meer plotseling in een nacht tijd door onbekende oorzaak. Er is gespeculeerd dat het water zou kunnen zijn verdwenen in een ondergrondse rivier of grot als gevolg van bodemdaling. Zeventig jaar eerder zouden meerdere huizen in de buurt van het meer zijn verzwolgen door een vergelijkbare oorzaak. Later bleek dat weaarschijnlijk holtes in een karstlaag onder het meer verantwoordelijk waren voor het verdwijnen van het water. Nadat deze vol kwamen met zand en ander materiaal begon het meer zich weer te vullen in 2006.